# Alfei Menashe
Alfei Menashe (em hebraico:  אַלְפֵי מְנַשֶׁה, em árabe: ألفي منشيه) é uma colônia israelense localizada na Seam Zone, no ocidente do centro da Cisjordânia. Foi concedido à colônia o status do Conselho local em 1987. Em 2015, sua população era de 7.638.